# آناستازیا سیدورووا
آناستازیا سیدورووا (به انگلیسی: Anastasia Sidorova) ژیمناست زادهٔ ۲۸ سپتامبر ۱۹۹۶ میلادی اهل کشور روسیه است.